# 톄야나
톄야나(중국어: 帖雅娜, 병음: Tiĕ Yănà, 한자음: 체아나, 광둥어: Diep3 Nga5 No5 디엡응아노, 1979년 5월 13일~)는 중화인민공화국 태생 홍콩의 전직 탁구 선수이다. 2001년 하계 유니버시아드에 중국 국가대표로 참가하여 3관왕에 올랐으며, 이후 홍콩 국가대표로 활동했다. 세계 탁구 선수권 대회에서 은메달 2개, 동메달 7개를 획득했고, 2004년 하계 올림픽을 시작으로 올림픽에 4번 참가하였다.